# Deukalion en Pyrrha

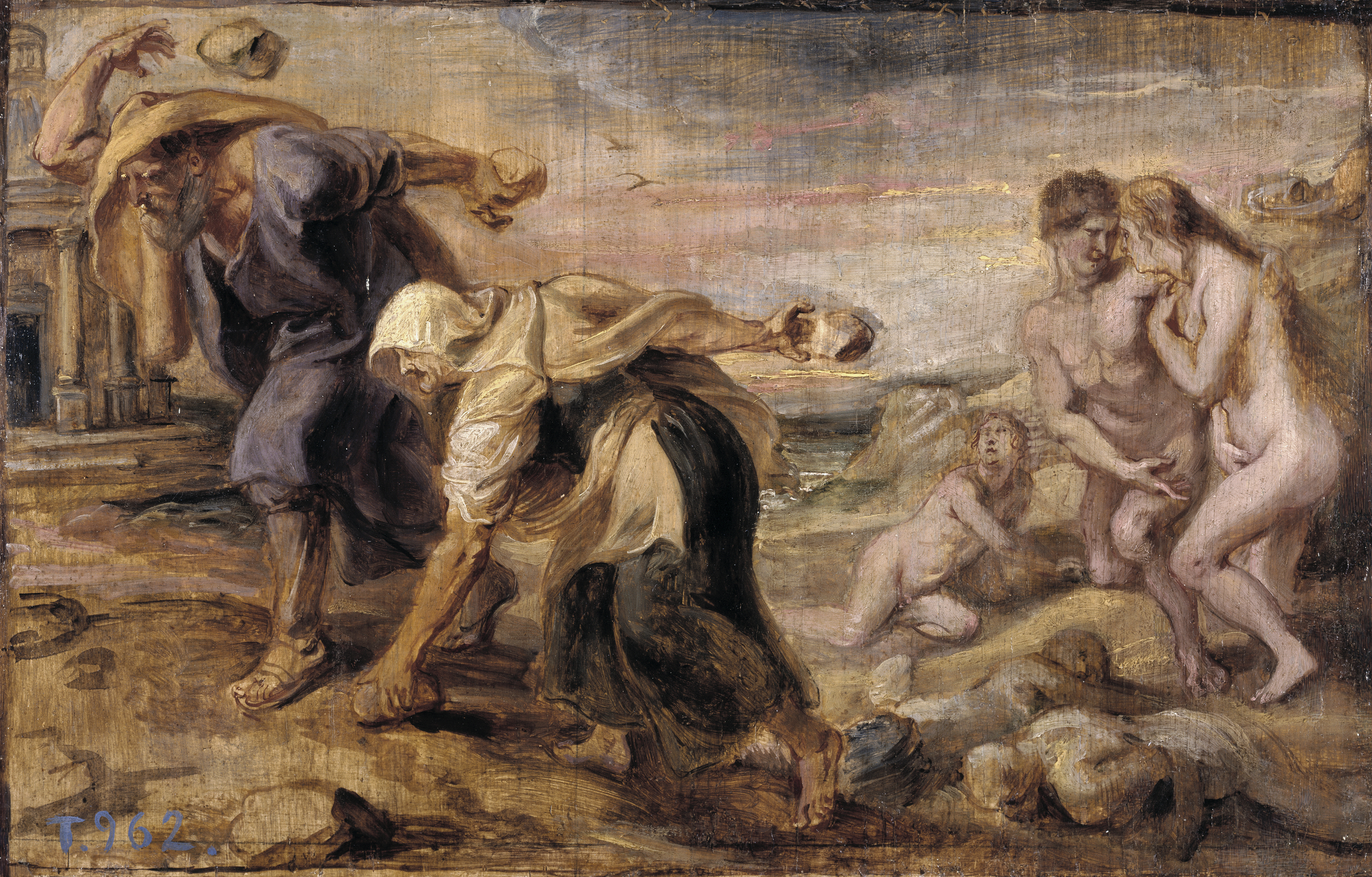
Deukalion en Pyrrha, Pieter Paul Rubens, 1636

Deukalion en Pyrrha (Oudgrieks: Δευκαλίων καὶ Πύρρα/Πύῤῥα) zijn een echtpaar dat een grote rol speelt in een van de bekendste zondvloedverhalen uit de Griekse mythologie.
Om de mensen te straffen zond Zeus een zondvloed uit over de wereld. Alleen Deukalion (zoon van Prometheus) en Pyrrha (dochter van Epimetheus) bleven in leven. Prometheus had namelijk zijn zoon aangeraden om een schip te bouwen. Na de zondvloed kwam het schip terecht op de Parnassus.
Omdat ze niet wisten hoe ze de aarde opnieuw moesten bevolken, gingen ze naar het orakel van Themis, dat hun vertelde (zoals Ovidius het in Boek I, 348-414 van zijn Metamorfosen verwoordde in het Latijn):
Mota dea est sortemque dedit: Discedite templo
Et velate caput cintasque resolvite vestes
Ossaque post tergum magnae iactate parentis.
Obstipuere diu rumpitque silentia voce
Pyrrha prior iussisque deae parere recusat,
Detque sibi veniam pavido rogat ore pavetque
Laedere iactatis maternas ossibus umbras.
Vertaling:
De godin kwam in beroering en gaf de orakelspreuk:
"Ga weg van de tempel en omhul het hoofd en maak de omsnoerde kleren weer los
en gooi de botten van de grote moeder achter de rug."
Ze stonden lang verbaasd en Pyrrha verbrak als eerste de stilte met haar stem
en weigerde aan het bevel van de godin te gehoorzamen.
Ze vroeg met angstig gezicht vergiffenis aan haar te schenken en ze was bang
de schim van haar moeder te beschadigen door de gegooide botten.
Na een tijdje kwamen ze erachter dat de aarde de grote moeder was en dat de stenen haar beenderen waren. Zo wierpen ze stenen achter zich en werd de mensheid herschapen. De door Deukalion geworpen stenen veranderden in mannen, die door Pyrrha in vrouwen.
Deukalion en Pyrrha hadden drie kinderen: Hellen (hoewel volgens sommige schrijvers Zeus zijn echte vader zou zijn geweest), Amphiktyon en Protogeneia.

## Bijbelse analogie
Dit verhaal vertoont enige analogie met het verhaal uit de Bijbel. Zo kwam Noach na de zondvloed met zijn schip ook op een berg terecht, de Ararat.